# Noor Inayat Khan
Noor Inayat Khan, nota anche con lo pseudonimo di Nora Baker (Mosca, 1º gennaio 1914 – Dachau, 13 settembre 1944), è stata una compositrice, scrittrice e agente segreta indiana, attiva durante la seconda guerra mondiale.
Fu la prima donna operatrice di radio inviata in Francia, durante l'occupazione, per aiutare la Resistenza francese. Le furono attribuiti: la Croce di guerra 1939-1945 in Francia; il titolo dell'Ordine dell'Impero britannico, la Menzione militare, e la Croce di san Giorgio nel Regno Unito.

## Biografia
Noor Inayat Khan nacque a Mosca nel 1914, da padre indiano musulmano e madre americana. Il padre, Hazrat Inayat Khan, era un predicatore pacifista Sufi, e Noor crebbe con profondi ideali pacifisti. La famiglia si trasferì a Londra allo scoppio della prima guerra mondiale, e successivamente in Francia, vicino a Parigi nel 1920. Qui Noor studiò psicologia infantile e pubblicò libri per bambini.
Nel maggio del 1940, durante la seconda guerra mondiale, Noor e il fratello decisero di intervenire nel conflitto. Si trasferì nuovamente in Inghilterra, dove si arruolò volontaria nella Women's Auxiliary Air Force, e venne addestrata per essere una operatrice radio. Nel frattempo, venne notata dal British Special Operations Executive, un servizio speciale creato per sabotare le forze naziste nei Paesi europei occupati dalla Germania. Essendo un'operatrice radio che parlava francese e conosceva Parigi, venne contattata per diventare una spia.

### La missione in Francia
La maggior parte delle missioni erano pericolose: si trattava di trasportare gli apparecchi in territorio nemico, e in caso di cattura l'agenzia segreta non avrebbe potuto fornire alcun aiuto. Noor accettò e nel giugno 1943 atterrò ad Angers, a sud di Parigi. La missione fallì circa una settimana dopo il suo arrivo: i suoi compagni furono arrestati e Noor venne richiamata in patria. Tuttavia, Noor convinse i suoi superiori a proseguire la missione, anche se avrebbe significato eseguire da sola il lavoro di sei operatori.
Nei quattro mesi successivi trasportò rifornimenti alla resistenza francese, inviò a Londra rapporti sull'attività nazista in Francia e organizzò il rimpatrio sicuro di prigionieri Alleati. 

### L'arresto e la deportazione in Germania
Nell'ottobre del 1943 fu arrestata e consegnata ai tedeschi da Pierre Cartaud, un ex membro della resistenza passato al nemico e conosciuto con i nomi in codice di "Peters" e di "Von Kapri". Le circostanze dell'arresto di Noor Khan furono estremamente controverse: appena arrivata in Francia, infatti, la principessa indiana aveva iniziato una relazione amorosa con France Antelme, a sua volta agente segreto del SOE e capo della rete Bricklayer. Tuttavia Antelme, prima di conoscere Noor, aveva avuto a propria volta una relazione con Renée Garry, sorella dell'agente Émile-Henry. La Garry, delusa dalla fine della storia con Antelme, rivelò alla Gestapo l'indirizzo di Noor e la sua falsa identità di Jeanne-Marie Régnier, dietro il pagamento di una grossa ricompensa in denaro. Noor, una volta arrestata, si rifiutò di fornire informazioni, e fuggì rubando un cacciavite alle guardie, ma non appena libera una sirena antiaerea allertò le guardie, e venne nuovamente catturata. Fu trasferita in prigione e da lì al campo di concentramento di Dachau, dove fu condannata a morte e giustiziata il 13 settembre 1944. Le sue ultime parole prima di venire giustiziata sarebbero state "Liberté!".

### Conseguenze dell'arresto

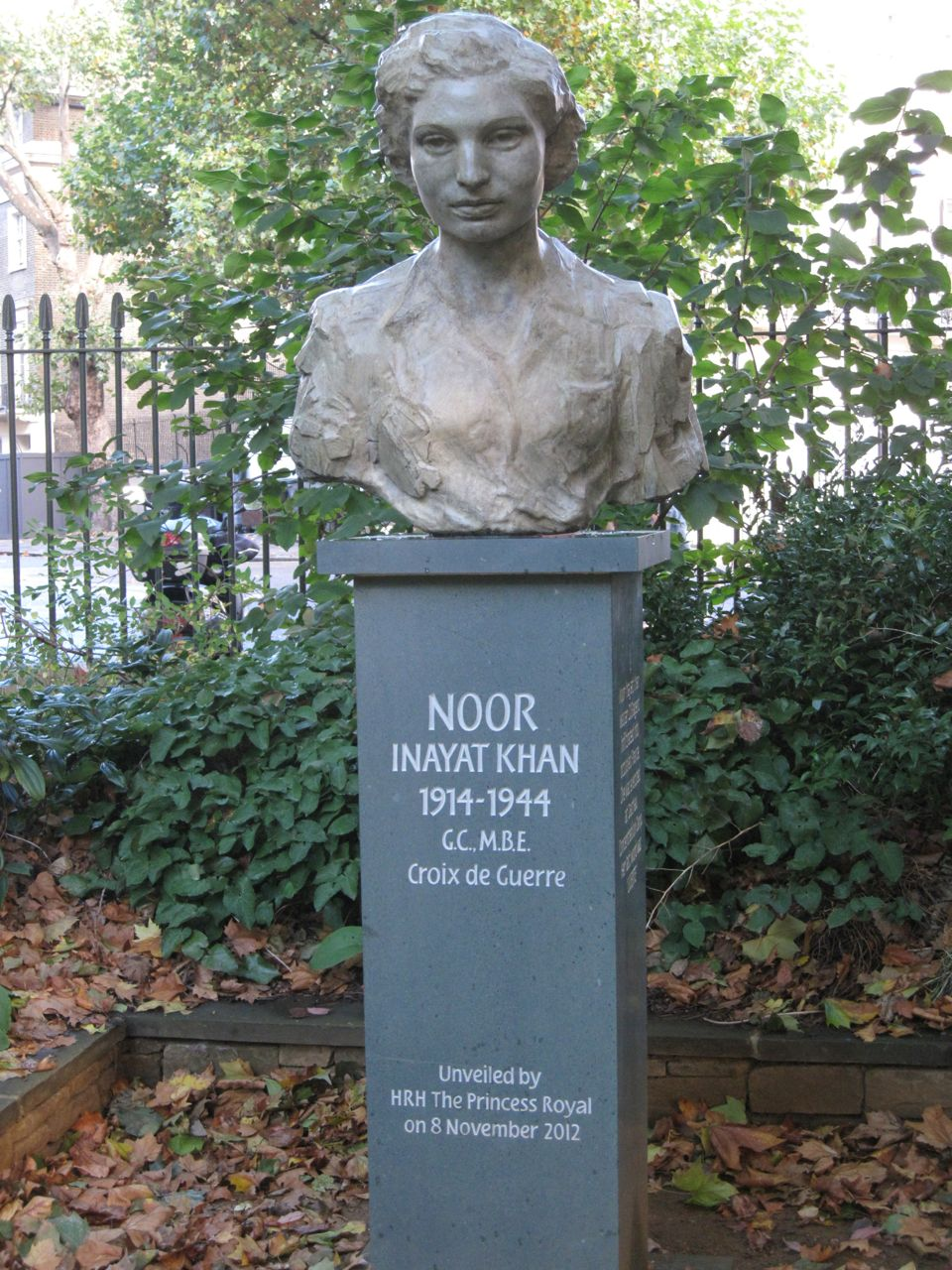
Busto di Inayat Khan esposto nel Gordon Square Gardens, di Londra

Per motivi rimasti ignoti (forse a causa di lacune durante l'addestramento), Noor Khan trascrisse su un quaderno, in chiaro, tutti i messaggi radio che aveva scambiato con Londra. Questa procedura era contraria ad ogni elementare norma di sicurezza in quanto, in caso di cattura, i tedeschi avrebbero potuto accedere a una grande quantità di informazioni vitali sulle reti di informazione e della resistenza che si appoggiavano alla principessa indiana per comunicare con l'Inghilterra. Fu esattamente ciò che avvenne: i tedeschi, arrestando Noor, trovarono la sua apparecchiatura radio, i suoi cifrari e il quaderno dei messaggi. Fu perciò facile, per loro, comunicare con Londra spacciandosi per lei e fornire false informazioni agli inglesi.
Per una beffa del destino, una vittima collaterale di questa situazione fu proprio France Antelme: all'epoca dell'arresto di Noor Khan, infatti, si trovava in Inghilterra. Il SOE decise di rimandarlo in Francia per una nuova missione, e il suo trasferimento fu organizzato proprio tramite l'apparecchiatura di Noor. Perciò, al momento di atterrare con il paracadute, Antelme si ritrovò circondato dai tedeschi e fu immediatamente arrestato. Deportato in Germania, morì al campo di concentramento di Gross-Rosen.
Renée Garry, responsabile dell'arresto di Noor Khan e delle sue conseguenze, fu processata da un tribunale militare, e assolta con giudizio a maggioranza (5 voti a 4). Concluso il processo, di lei si persero definitivamente le tracce.

## Opere
- Twenty Jātaka Tales, Rochester, Vermont, Inner Traditions International, 1985, ISBN 978-0-89281-323-0.

## Nei Media
- Il personaggio di Noor Inayat Khan appare al fianco del Dottore insieme a Ada Lovelace (scienziata britannica di fine 1800) nel secondo episodio (ambientato nella Parigi del 1943) della dodicesima stagione della serie TV britannica Doctor Who.[17]
- Il personaggio di Noor, interpretato da Radhika Apte è uno personaggi principali del film del 2020 Le spie di Churchill (titolo originale A Call to Spy), incentrato sulle vicende che la portarono in missione in Francia.[18]
- Nel film televisivo di spionaggio "Un uomo chiamato intrepido" del 1979, Noor è impersonata da Barbara Hershey ed ha il nome di copertura di Madeleine.